# Hospital Beatriz Ângelo
O Hospital Beatriz Ângelo (HBA), é um hospital geral e polivalente que integra desde 2024 a Unidade Local de Saúde de Loures-Odivelas (ULS Loures-Odivelas), que por sua vez pertence ao Serviço Nacional de Saúde (SNS).
O hospital fica localizado na Quinta da Caldeira, da freguesia de Loures, no município de Loures, e foi inaugurado a 19 de janeiro de 2012. A patrona do hospital é a médica e ativista política portuguesa Carolina Beatriz Ângelo (1878–1911).

## História
Trata-se de um hospital construído e gerido de raiz ao abrigo de uma parceria público-privada. A 31 de dezembro de 2009 foi celebrado entre o Estado Português, a SGHL – Sociedade Gestora do Hospital de Loures, S.A. e a HL – Sociedade Gestora do Edifício, S.A., o Contrato de Gestão relativo à conceção, projeto, construção, financiamento, manutenção e exploração do Hospital de Loures (ou “Hospital Beatriz Ângelo”), em regime de parceria público-privada (PPP). O Hospital entrou em funcionamento no dia 19 de janeiro de 2012, com a abertura das consultas de pediatria e dermatologia. O início de atividade foi faseado, tendo a entrada em pleno funcionamento ocorrido no dia 27 de fevereiro com a abertura do Serviço de Urgência Geral. A 18 de janeiro de 2022, o Contrato de Gestão extinguiu-se na componente da gestão clínica, revertendo esta para a gestão pública, com a constituição do Hospital de Loures, E.P.E., criado pelo Decreto-Lei n.º 100-A/2021 de 17 de novembro. No entanto, o Contrato de Gestão relativo à gestão do edifício hospitalar mantém-se vigente uma vez que tem um prazo de duração de 30 anos, ao contrário da componente clínica que só tinha duração de 10 anos. Atualmente, e com a publicação do Decreto-Lei n.º 102/2023, de 7 de novembro, faz parte da Unidade Local de Saúde de Loures-Odivelas, E.P.E.
Entre as suas valências médicas e cirúrgicas, conta com um hospital de dia para a área de oncologia, unidade de dor e unidade diálise, um serviços de urgência geral, de pediatria e de ginecologia-obstetrícia e uma maternidade. Conta ainda com 44 gabinetes de consulta externa, 8 salas de bloco operatório, 5 salas de parto, 3 salas de cesarianas e 64 postos em hospital de dia.

## Área servida
Serve principalmente as freguesias seguintes:
- concelho de Loures:
  - Apelação, Bucelas, Camarate, Fanhões, Frielas, Loures, Lousa, Unhos, Santo António dos Cavaleiros, Santo Antão do Tojal e São Julião do Tojal
- concelho de Mafra:
  - Malveira, Milharado, Santo Estêvão das Galés e Venda do Pinheiro
- concelho de Odivelas:
  - Caneças, Famões, Odivelas, Olival de Basto, Pontinha, Póvoa de Santo Adrião, Ramada
- concelho de Sobral de Monte Agraço:
  - Santo Quintino, Sapataria e Sobral de Monte Agraço

## Especialidades
Os serviços prestados pelo Hospital Beatriz Ângelo distribuem-se pelas seguintes áreas:
- Anatomia Patológica
- Anestesiologia
- Angiologia e Cirurgia Vascular
- Cardiologia
- Cirurgia Geral
- Cirurgia Plástica e Reconstrutiva
- Dermatovenereologia
- Doenças Infecciosas
- Endocrinologia
- Gastrenterologia
- Ginecologia-Obstetrícia
- Imunoalergologia
- Imunohemoterapia
- Medicina Física e de Reabilitação
- Medicina Intensiva
- Medicina Interna
- Medicina Nuclear
- Nefrologia
- Neonatologia
- Neurologia
- Neurorradiologia
- Oftalmologia
- Oncologia Médica
- Ortopedia e Traumatologia
- Otorrinolaringologia
- Patologia Clínica
- Pediatria
- Pedopsiquiatria
- Pneumologia
- Psicologia
- Psiquiatria
- Radiologia
- Reumatologia
- Urologia